# ERG 이론
ERG 이론은 1972년 심리학자 C.Alderfer가 인간의 욕구에 대해 매슬로의 욕구단계이론을 발전시켜 주장한 이론이다.
인간의 욕구를 중요도 순으로 계층화했다는 점에서는 매슬로의 욕구단계이론과 동일하게 정의하지만, 그 단계를 5개에서 3개로 줄여 제시하였다는 점과 직접 조직 현장에 들어가 연구를 실행했다는 점에서 차이를 보인다.

## 원리

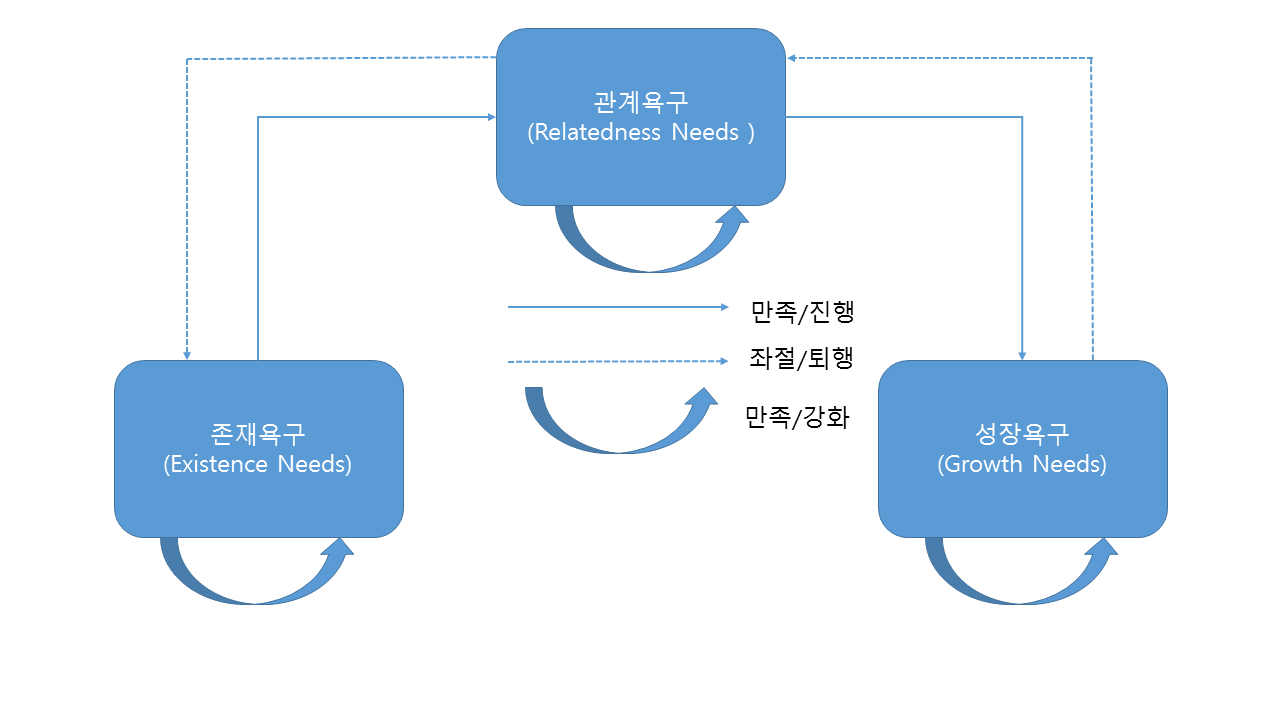
ERG이론 원리 도식화

ERG 이론에서는 한 가지 이상의 욕구가 동시에 작용할 수 있다는 점과 인간의 행동은 욕구들의 복합적 성격을 추구하고 있다는 점이 특징적으로 나타나고 있다. C.Alderfer의 ERG이론의 기본원리는 욕구좌절, 욕구강도, 욕구만족 세가지로 설명 할 수 있다.
ERG 이론에서의 욕구는 존재욕구, 관계욕구, 성장욕구 의 세가지로 나뉜다.

### 존재욕구(Existence needs)
| 내용 | 기본적인 욕구로 음식, 공기, 물, 임금 그리고 작업조건과 같은 것에 대한 욕구 |
| 예시 | 배고픔, 갈증, 안식처 등과 같은 생리적, 물질적 욕망으로서 봉급과 쾌적한 물리적 작업 조건과 같은 물질적 욕구가 이 범주에 속한다. 이 존재욕구는 매슬로우의 생리적 욕구와 물리적 측면의 안전욕구에 해당한다고 할 수 있다. |

### 관계욕구(Relatedness needs)
| 내용 | 의미있는 사회적, 개인적 인간관계 형성에 의해서 충족될 수 있는 욕구 |
| 예시 | 직장에서 타인과의 대인관계, 가족, 친구 등과의 관계와 관련되는 모든 욕구를 포괄한다. 관계욕구는 매슬로의 안전욕구와 사회 욕구, 그리고 존경욕구의 일부를 포함한다고 볼 수 있다. |

### 성장욕구(Growth needs)
| 내용 | 개인의 생산적이고 창의적인 공헌에 의해서 충족될 수 있는 욕구 |
| 예시 | 개인의 창조적 성장, 잠재력의 극대화 등과 관련된 모든 욕구를 가리킨다. 이러한 욕구는 한 개인이 자기 능력을 극대화할 뿐만 아니라 능력개발을 필요로 하는 일에 종사함으로써 욕구충족이 가능한 것이다. 이 성장욕구는 매슬로의 자아실현 욕구와 존경욕구에 해당한다고 할 수 있다. |

### 작용 원리

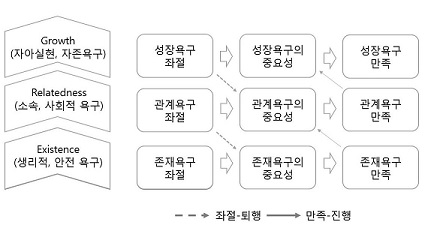
작용 원리 적정 크기

ERG 이론에서는 위의 세가지 욕구가 다음과 같은 원리로 작용한다.
1. 욕구좌절(Needs frustration)은 고차원 욕구인 성장욕구가 충족되지 않으면 저차원 욕구인 관계욕구를 더욱 원하게 된다는 것이다.
2. 욕구강도(Needs strength)는 저차원 욕구인 존재 욕구가 충족 될수록 고차원 욕구인 관계욕구에 대한 바람이 커진다는 것으로 매슬로의 이론과 같은 시각을 가지고 있다.
3. 욕구만족(Needs satisfaction)은 각 수준의 욕구가 충족되지 않을수록 그 욕구에 대한 갈망은 더욱 커진다는 것이다.

## 특징
매슬로의 욕구단계이론은 생리적 욕구, 안전의 욕구, 사회적 욕구(애정과 소속의 욕구), 존경의 욕구, 자아존중과 자아실현의 욕구까지 5가지로 나뉜다. ERG 이론은 이를 3차원인 존재욕구(existence needs), 관계욕구(relatedness needs), 성장욕구(growth needs)로 축약시켰다. 존재욕구는 매슬로의 생리적 욕구와 안전의 욕구의 일부, 관계욕구는 안전 욕구의 일부, 사회적 욕구와 존경의 욕구, 성장욕구는 매슬로의 존경 욕구의 일부(자아존중)과 자아실현의 욕구로 각각 대응된다.
예를 들자면 연금제도, 보수, 후생 복지 제도, 근무환경에 관한 욕구가 존재욕구에 해당하고 동료 및 상사와의 소통에 대한 욕구가 관계욕구에 해당하며, 능력 발전이나 직업에 대한 자긍심에 대한 욕구 등이 성장욕구에 해당한다.
ERG 이론에 따르면 상위에 있는 욕구를 충족시키지 못하면 보다 하위의 욕구가 더욱 증가하여 이를 충족시키려면 기존의 몇 배나 더 노력을 해야 한다는 것이다.
즉, 욕구를 단계적인 계층적 개념이 아닌 욕구의 구체성 정도에 따라 분류 한 것이기 때문에 욕구 간의 순서가 있는 것이라고 파악하는 것이 아니다.
또한, 개개인 마다 세 가지 욕구의 상대적 크기가 서로 다를 수 있으며 개인의 성격과 문화에 따라 달라질 수 있다고 한다.

## 다른 동기부여 이론들과의 차이점

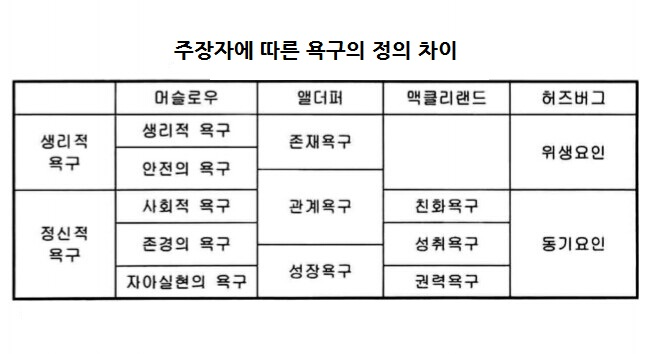
주장자에 따른 욕구 정의의 차이

### 매슬로의 욕구단계이론과의 차이점
C.Alderfer의 ERG 이론은 하위욕구의 충족이 상위욕구에 대한 욕망을 더 커지게 한다는 점에서 매슬로의 이론과 기본적인 시각을 같이한다. 다만, 매슬로의 이론과의 주요한 차이점이 존재한다.
1. 저차 욕구가 만족되면 고차 욕구로 진행된다는 매슬로의 욕구단계이론에 비해 C. Alderfer의 ERG 이론은 좌절-퇴행 (frustration-regression) 요소를 추가하였다. 좌절-퇴행은 고차 욕구가 충족되지 않았을 때 오히려 저차 욕구의 중요성이 커지고 그에 따라 바라는 바도 커진다는 주장이다. 욕구충족행동은 만족-진행 (satisfaction-progression)과 좌절-퇴행 (frustration-regression)으로 나뉜다. 즉 만족-진행 행동이란 하위 수준의 욕구가 만족되면 상위 수준의 욕구가 강하게 나타난다는 것으로, 매슬로의 이론과 같은 맥락으로 설명할 수 있다. 좌절-퇴행 행동이란 상위 수준의 욕구를 추구하다가 좌절되면 하위 수준의 욕구로 내려가는 것을 말한다. 예를 들어서 성장욕구차원에서 자기 능력에 맞는 보람 있는 일을 하려다가 좌절되면 동료와의 관계를 더욱 긴밀하게 유지하는 것과 같이 관계 욕구를 강화한다는 것이다. 좌절-퇴행의 가설은 욕구의 좌절이 가져오는 조직 관리적 의미를 구체적으로 부각시켜주었는데 관계욕구나 성장욕구가 좌절되었을 때 그 하위단계의 욕구를 더욱 갈망하게 된다는 주장은 관계욕구의 좌절이 존재욕구의 일부인 금전적 보상을 더 많이 요구하게 한다는 점을 시사하고 있다. 종업원들은 정신적, 심리적 성장을 원하고 있고, 조직이 그것을 적절하게 보상하지 못하는 경우 조직은 이에 상응하는 비용을 치러야 한다는 것으로 경영자에게 종업원의 고차 욕구 충족의 필요성을 고취하고 있다.[2]
2. 욕구단계이론과 달리 ERG 이론은 인간행위에 한 가지 이상의 욕구가 동시에 작용할 수 있다고 가정하였다.
3. ERG 이론은 욕구단계이론에서 가장 많은 비판을 받았던 ‘저차원 욕구 충족이 고차원 욕구에 대한 필수적인 선행조건’이라는 것을 배제하고 오히려 고차원 욕구에 대한 결핍이 저차원 욕구의 중요성을 더욱 강조하게 된다는 가정 하에 ERG 이론을 정립하였다.

### 위생이론(2요인이론)과의 차이점
- 허즈버그의 동기부여－위생이론은 직무불만족을 결정짓는 위생요인과 직무만족을 결정짓는 동기요인으로 나누어 동기부여를 설명하는 이론이다. 성취, 인정, 직무 그 자체, 책임, 성장과 같은 요인들은 직무 불만족에 미치는 영향보다 직무 만족에 미치는 영향이 훨씬 크다. '성취'요인으로 예를 들면 일 하면서 성취감을 얻었을 때 느끼는 만족이 성취감을 얻지 못 했거나 잃었을 경우의 상실감보다 훨씬 크다. 이와 같이 어떤 요인의 충족여부에 따라 오는 만족감이 상실감보다 크면 동기요인(Motivators)이라고 한다.

- 회사 정책과 운영, 감독, 직무환경, 상급자와의 관계, 동년배와의 관계, 하급자와의 관계, 지위, 안전과 같은 요인들은 충족되지 않았을 때의 상실감이 충족되었을 때의 만족감보다 훨씬 큰 것으로 나타났다. 회사 정책과 운영으로 예를 들면 회사의 정책이 준수하고 공정할 때 느끼는 만족감보다 정책이 미흡하고 불공정할 때 느끼는 불만이 더 크다. 이와 같은 요인들을 위생요인(Hygiene)이라고 한다.

- 위생이론은 여러 가지 항목들을 조사해서 위생요인과 동기요인이라는 두 가지 항목으로 분류한다. 즉 어떤 요인들이 만족감 제공에 특화되어 있고 불만 야기에 특화되어 있는지 구분한다. 어떤 구체적인 요인들이 동기부여를 시키는지 불만족을 야기하는지 구분지어서 설명하는 위생이론과 욕구의 종류를 탐구한 ERG 이론은 동기부여를 바라보는 관점이 다르다. ERG 이론은 욕구의 종류를 세분화하여 저차원적인 단계, 고차원적인 단계의 만족을 나눌 수 있지만 위생이론에서는 만족과 불만족이라는 두 가지 경우 수만 있다. 따라서 ERG 이론에 따르면 직무만족과 직무불만족은 관련되어 있다. 만족과 불만족은 상호적이며 서로 영향을 미친다. 어떠한 단계에서의 불만족은 다른 단계의 만족을 하락시킬 수 있고 만족은 또 다른 만족을 야기시킬 수도 있는 것처럼 유동적으로 영향이 발생한다.

- 위생요인에서의 직무만족과 직무불만족은 서로 독립적이며 별개의 개념이다. 직무만족을 야기시키는 것은 따로 있고 직무불만족을 야기시키는 것도 따로 있다는 것이다. 직무만족 상태가 직무불만족의 불식을 야기하지 않으며 직무불만족도 직무만족을 감소시키지 않는다. 둘을 결정 짓는 요인들은 모두 상호관련 없이 구분되어있기 때문이다. 예를 들어 성취감은 직무만족을 상승시키지만 회사 정책과 운영이 미흡한 점에서 오는 불만족은 따로 존재하고 성취감에 의해 감소하지 않는다. 따라서 위생요인에 따르면 기업은 직무불만족을 감소시키는 시도와 직무만족을 상승시키는 시도는 서로 독립적으로 운영해야 한다.

### X-Y이론과의 차이점
- 같은 동기부여 이론의 범주에 묶일 수는 있지만 ERG 이론과 McGregor의 X-Y이론은 시작을 달리한다. ERG 이론은 개인의 욕구 파악이라는 측면에서 이론을 전개하지만 X-Y이론은 종업원을 바라보는 기업의 시점 측면에서 이론을 전개한다. '개인의 욕구에는 어떤 종류가 있으며 어떻게 충족되는가?'와 '기업의 입장에서 종업원은 어떠한 존재인가?'라는 다른 물음으로 시작된 것이다.

- X이론은 종업원이 게으르고 기업에 비협조적이라서 엄격한 규율과 보상으로 다스려야 한다는 이론이다. 그에 반해 Y이론은 종업원은 능동적이고 자아실현의 기회로 보상을 받으면 기업에 협조적일 수 있다는 이론이다. 이렇게 McGregor의 X-Y이론은 두 가지 상반된 기업의 시각을 이론으로 제시한 것이지 욕구에 대한 근본적인 분석을 탐구한 것이 아니었다. 따라서 McGregor의 X-Y이론은 매슬로의 욕구단계이론만큼 C.Alderfer의 ERG 이론과 직접적으로 비교될 수는 없다.

- 비교가 필요하다면 둘 중 한 가지 이론을 다른 이론에 적용시켜 보는 것으로 간접적인 비교가 가능하다. X이론은 기업이 주로 물질적 상벌과 규율로 동기부여를 한다는 점에서 ERG 이론에서의 존재욕구만이 고려되고 있다는 것을 알 수 있다. 반면 Y이론은 종업원의 자아실현을 보상의 기회로 제공하고 일을 즐겁게 할 수 있는 환경을 제공한다는 점에서 관계욕구와 성장욕구도 고려되고 있다는 것을 알 수 있다. ERG 이론은 X이론의 관점보다 Y이론의 관점에서 더욱 그 의미가 큰 것이라고 할 수 있다. X이론에서는 단순하게 한 가지 욕구만을 고려하지만 Y이론에서는 세 가지로 세분화된 ERG 이론의 모든 욕구들을 적용시키기 더 쉽기 때문이다.

## 사례

### 경영학적 사례
1. 'H'자동차 회사에서 동기부여가 직무만족에 미치는 영향에 관한 실증연구
- 개인의 동기부여(존재욕구, 관계욕구, 성장욕구)와 직무만족 간의 관계
- 조절 변수로서 조직지원인식과 직무만족 간의 관계

2. 직업선택동기와 직무만족 및 이직의도 간의 관계에 관한 공ㆍ사 비교 연구.
- 존재욕구, 관계욕구, 성장욕구 등의 3가지 차원의 직업선택동기와 직무만족 간의 관계
- 공공조직 및 민간조직 근로자들의 직무만족 향상에 있어 3가지 차원으로 구성된 직업선택동기의 상대적 중요성 검증을 통해 두 조직 간 차이점을 발견
- 개인-직무 적합성이 조직사회화 요인으로서 중요한 조절 변수의 역할

3, ERG 요인이 조직유효성에 미치는 영향에 대한 조절효과 연구
- ERG 이론을 이론적 틀로 한 분석모형을 적용하여 자발과 비자발 근로자에 따른 조직유효성 분석
- ERG 이론의 욕구 개념들은 개인의 자아 정체성, 신념 등 가치관에 뿌리를 두고 있기 때문에 욕구충족이 근로자의 직무태도나 직무행동에 영향을 줄 가능성이 농후하다 가정
- 욕구 충족 개념을 이용하여 근로자에게 정적인(+) 변화를 촉진시킬 수 있다는 점 시사

### 사회학적 사례
1. 성인의 생애주기별 주관적 행복감과 영향요인에 관한 연구
- 청년층, 중년층, 노년층의 욕구별 만족도와 행복감

2. 북한의 90년대 식량난을 이후로 북한 주민들의 직무동기 변화
- 가장 낮은 단계의 욕구인 생존에 대한 욕구 증가
- 생존을 위한 욕구가 증가 함으로써 대인관계에 대한 욕구와 자기 성장에 대한 욕구 퇴행

3. 동기부여와 사기의 관계에 관한 시론적 연구 : 인구통계학적 변수의 조절효과를 중심으로
- 매슬로의 욕구단계에 따라 나눈 동기부여 요인을 독립변수로, 공무원들의 사기를 종속변수로 조사
- 요인분석을 실시한 결과, 3차원으로 나누어져 ERG 이론과 유사한 분석 결과 도출

## 평가
ERG 이론은 인간의 행위를 설명함에 있어서 에이브러햄 매슬로의 욕구단계이론보다 탄력적이며 욕구 구조에 있어 개인적인 차이가 많을 수 있다는 것을 인정하고 있으나,
관계욕구의 충족이 성장욕구의 증대를, 그리고 성장욕구의 좌절이 관계욕구의 증대를 가져온다는 주장에 대해서는 연구에 따라 결과가 다르게 나타나고 있기도 하다.
ERG 이론에 대한 실증 연구의 결과는 다음과 같다.
- 욕구의 분류가 세 가지로 되어 있다는 것은 실증연구결과 입증 되었다.
- 만족-진행, 좌절-퇴행의 일곱 가지 작용원리의 성립 여부에 관해서는 혼합된 결과들을 보여주고 있다.

두 번째의 성립 여부의 혼합된 결과들은 ERG 이론이 작용하는 과정에 다른변수(조절 변인)가 작용하고 있음을 의미한다.
ERG 이론은 실증적 연구결과를 중시하고 그에 근거하여 이론구성을 시도하였다는 점에서 매슬로의 이론보다 진일보 했다고 보여지나 욕구 중심 이론이 갖은 한계를 벗어날 수는 없었다고 보인다.
또한, 조직행위론 연구자들은 ERG 이론이 욕구 개념에 근거를 둔 동기부여 이론으로는 가장 타당성 있는 이론이라는 평가를 내리고 있으며, 매슬로의 욕구단계이론은 물론 허즈버그의 이론 보다 훨씬 효과적인 방안이라고 인정하고 있다.

## 같이 보기
- 매슬로의 욕구단계이론
- 허즈버그의 동기부여－위생이론
- X-Y 이론
- 클레이턴 앨더퍼
- 에이브러햄 매슬로

## 참고 문헌
- Wanous & Zwany, 1987: 김범국 외 1998
- Herzberg's motivation-hygiene theory (A.K.A two-factor theory)
- Mayes, 1978: 신유근, 1987